# Iglesia AME de Selma
La Iglesia A.M.E de Selma es una histórica iglesia Episcopal Metodista Africana (AME) ubicada en el 410 de Martin Luther King Jr. Boulevard en Selma, Alabama, Estados Unidos. Esta iglesia fue un punto de partida para las marchas de Selma a Montgomery en 1965 y, como lugar de reunión y oficinas de la Conferencia Sur de Liderazgo Cristiano (SCLC) durante el Movimiento Selma, jugó un papel importante en los eventos que llevaron a la adopción de la Ley de derechos electorales de 1965. La reacción de la nación a la marcha del "Domingo Sangriento" de Selma es ampliamente reconocida por hacer que la aprobación de la Ley de Derechos Electorales sea políticamente viable en el Congreso de los Estados Unidos.
Fue agregado al Registro de Monumentos y Patrimonio de Alabama el 16 de junio de 1976 y luego declarado Hito Histórico Nacional el 4 de febrero de 1982.

## Historia
La iglesia fue construida en 1908 según un diseño de AJ Farley. La congregación surgió de como resultado de la separación de metodistas afroamericanos y blancos que se separaron por raza en 1866. Su primer santuario fue construido en este sitio en 1869. Hoy en día es más conocido por su papel como sede de reuniones organizativas relacionadas con varios eventos importantes del Movimiento de Derechos Civiles de las décadas de 1950 y 1960. La Conferencia Sur de Liderazgo Cristiano (SCLC), una de las principales organizaciones de activistas de derechos civiles, utilizó la iglesia como su sede en Selma durante las actividades de protesta organizadas en 1964 y 1965 que llevaron a la eventual aprobación de la Ley de Derechos Electorales de 1965.

## Características
La iglesia está ubicada al noreste del centro de Selma, en el lado este del bulevar Martin Luther King Jr. entre St. Johns Street y Clark Avenue. Es una gran estructura de mampostería, construida en ladrillo rojo con molduras de piedra blanca. Estilísticamente se trata de un Renacimiento básicamente románico, construido en forma de cruz griega con influencias bizantinas. Su fachada tiene sus entradas empotradas detrás de una arcada de tres arcos de medio punto, y está flanqueada por un par de torres cuadradas rematadas por faroles y cúpulas octogonales. La única alteración exterior importante es una adición funcional a la parte trasera, la cocina de la vivienda y otras instalaciones.